# Перекопская улица (Москва)
Переко́пская у́лица (до 29 апреля 1965 года — Пе́рвый Зю́зинский прое́зд и новые улицы) — улица в Юго-Западном административном округе города Москвы на территории районов Черёмушки и Зюзино.

## История
Улица была образована из Пе́рвого Зю́зинского прое́зда и присоединенных к нему улиц и получила название 29 апреля 1965 года в связи с расположением улицы на юге Москвы по Перекопскому перешейку — месту исторических сражений в годы Гражданской (Перекопско-Чонгарская операция) и Великой Отечественной (Крымская оборонительная операция) войн. На улице установлена мемориальная стела «Героям Перекопа. 1920—1944».

## Расположение
Перекопская улица проходит от Керченской улицы на запад, пересекает Севастопольский проспект, проходит далее, плавно поворачивает на юго-запад и проходит до улицы Намёткина и улицы Каховки, за которыми продолжается как Херсонская улица. Нумерация домов начинается от Керченской улицы.

## Примечательные здания и сооружения
По нечётной стороне:
- д. 7 — Храм Святых благоверных князей Бориса и Глеба
- д. 7 к 3 — Школа 554 СП2
- д. 9 — флигель усадьбы Бекетовых

По чётной стороне:
- д. 12 к 1 — Школа 554 СП5
- д. 12 к 2 — Школа 554 СП6

## Транспорт

### Автобус
По Перекопской улице маршруты наземного общественного транспорта не проходят. У начала Перекопской улицы на Керченской улице расположена остановка «Перекопская улица» автобусов 67, 273, 993. В середине улицы на пересечении с Севастопольском проспекте расположена остановка «Перекопская улица» автобусов 926, м90, с5, т85. На конце улицы на пересечении с улицей Каховка остановки «Херсонская улица» автобусов 246, 648 с5, т60, т72.

### Метро
- Станция метро «Зюзино» Большой кольцевой линии — южнее улицы, на пересечении улицы Каховка и Севастопольского проспекта